# Lipia Góra (województwo pomorskie)
Lipia Góra (dawniej Lindenberg) – wieś kociewska w Polsce położona w województwie pomorskim, w powiecie tczewskim, w gminie Morzeszczyn. Wieś od północy graniczy z Gąsiorkami i Majewem, od wschodu z Wielkimi Wyrębami, od południa z Bobrowcem, a od zachodu z Barłożnem. 
| SIMC    | Nazwa     | Rodzaj     |
| ------- | --------- | ---------- |
| 0167728 | Suchownia | przysiółek |

Wieś królewska w starostwie osieckim w powiecie nowskim województwa pomorskiego w II połowie XVI wieku.		
W latach 1975–1998 miejscowość administracyjnie należała do województwa gdańskiego.

## Historia
Pierwsza zapisana informacja o wsi pochodzi z XIV w., kiedy to tereny należące dziś do wsi przejęli Krzyżacy. Byli właścicielami do 1466 r. i wieś tą osadzili. W 1451 r. w opisie granic wójtostwa osieckiego wymieniono wieś Linde. W 1466 r., po pokoju toruńskim, ziemie przeszły pod władzę króla polskiego i podlegały starostwu osieckimu. 
W 2 poł. XVI w. był w niej folwark oraz młyn. 
W 1664 r. lustrator królewski opisując folwark Lipia Góra wymienia w nim dwór. W folwarku była stodoła, gorzelnia, karczma i młyn. Karczma i młyn były jednak spustoszone i nie zasiedlone. W 1682 r. we wsi było już dwóch ogrodników, działał młyn z 2 małymi kołami i funkcjonowała karczma. 
Ostatni polski starosta utracił majątek na rzecz państwa pruskiego. W 1772 r. wieś znalazła się w administracyjnej zależności od powiatu ziemskiego i jednocześnie obwodu regencyjnego w Kwidzynie. Dwa lata później, w 1774 r., folwark miał powierzchnię 50 włók, czyli ok. 840 ha. 
W XIX wieku rozebrano stary dwór stojący nad rzeką Janką, a na jego kamiennych fundamentach wzniesiono nowy murowany, zakładając park, który częściowo przetrwał do dziś. W 1880 r. Karol Schöler sprzedał folwark właścicielowi ziemskiego z Pomorza o nazwisku Neumann. Następny właściciel niedługo po zakupie sprzedał go sąsiadowi von Marwitz. Po jego śmierci, wdowa sprzedała majątek Paulowi Frostowi, który gospodarował na folwarku w dzisiejszym Majewie. 
W 2 poł. XIX w. powstał cmentarz ewangelicki, oddalony od centrum wsi ok. 1,25 km w kierunku południowo-wschodnim.
W 1904 roku wieś zamieszkiwało 385 katolików. Istniała również dwuklasowa szkoła. Według zapisu z "Gemeindelexicon für das Königreich Preussen", na dzień 1 grudnia 1905 r., wieś obejmowała obszar 1098,4 ha i miała 45 budynków, w których było 68 gospodarstw domowych liczących >2 osób oraz 2 gospodarstwo po 1 osobie. Z 371 osób mieszkających w Lipiej Górze, 179 było płci męskiej. Wieś była w przeważającej mierze katolicka, gdyż mieszkało w niej tylko: 28 ewangelików, w tym 27 Niemców i 1 osoba mówiąca w innym języku.
Po odzyskaniu przez Polskę niepodległości Lipia Góra należała do nowo utworzonego powiatu gniewskiego. 
Około 1936-37 r. folwark Barnbecka, zgodnie z decyzją ówczesnego ministra rolnictwa Juliusza Poniatowskiego został częściowo rozparcelowany. Po opanowaniu przez hitlerowców nazwę wsi Lindenberg zamieniono na Lindensee. Lipia Góra została wyzwolona spod okupacji niemieckiej 21 lutego 1945 r. 
W 1952 r. wieś otrzymała linię energetyczną. W początkach lat 60. powstało we wsi kolo Związku Młodzieży Wiejskiej. W 1967 r. powstało Koło Gospodyń Wiejskich.
W 1972 r. podczas kolejnej zmiany systemu administracyjnego, wieś weszła w skład gminy Morzeszczyn. 27 lutego 1874 r. oddano do użytku remizę strażacką, wybudowaną w czynie społecznym.

## Zabytki
Według rejestru zabytków NID na listę zabytków wpisany jest dwór, 2 ćw. XIX, nr rej.: A-863 z 25.04.1977.

## Ciekawostki
W Lipiej Górze istniał Urząd Stanu Cywilnego, które księgi zachowały się w Archiwum Państwowym w Gdańsku.
We wrześniu 1933 r. na polach Lipiej Góry, w czasie wojskowych manewrów, urządzono lotnisko wojskowe, na którym lądowały samoloty.
1 września 2010 odsłonięto tablicę eptafijną ku czci osób, którzy zginęli w latach II wojny światowej. Tablica znajduje przy skrzyżowaniu dróg nr 623 i nr 641 tuż obok przydrożnej kapliczki.